# Bannistérite

La bannisterite est un minéral silicate, membre à dominance calcique du groupe de la ganophyllite. Son nom rend hommage au minéralogiste et cristallographe aux rayons X britannique, le Dr Frederick Allen Bannister (1901-1970). La bannistérite avait été précédemment identifiée comme ganophyllite en 1936, alors qu'elle est structurellement liée au groupe de la stilpnomelane. Elle a été admise par l'IMA en 1967 qui lui attribue le symbole Ban. 

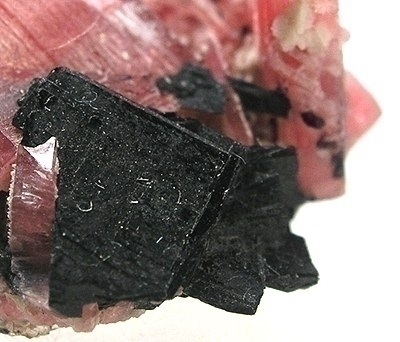
Rhodonite (en rose) et bannistérite. Broken Hill Nouvelle-Galles du Sud, Australie

## Propriétés
La bannisterite se développe en agrégats lamellaires plats et présente des clivages lisses sans règle. C'est un minéral pléochroïque. Avec ce phénomène optique, selon l'axe par lequel le minéral est vu, la couleur change. Sur l'axe x, le minéral se présente sous une couleur incolore à jaune pâle. Elle n'a pas de propriétés luminescentes, sous la lumière ultraviolette à ondes longues ou courtes.
De formule chimique (Ca,K,Na)(Mn2+,Fe2+)10(Si,Al)16O38(OH)8· nH2O — où n représente un nombre de molécules d'eau compris entre 4 à 12 et de moyenne de 5,5 —, elle se compose principalement d'oxygène (44,64 %), de silicium (21,43 %) et de manganèse (17,95 %), mais contient par ailleurs du fer (5,23 %), du zinc (3,68 %), de l'aluminium (2,17 %), du magnésium (1,89 %), de l'hydrogène (1,09 %), calcium (0,97 %), potassium (0,84 %) et sodium (0,12 %). Les impuretés courantes comprennent le zinc et le sodium. 
Elle se forme dans les gisements de sulfate de zinc, ainsi que dans les veines de zinc hébergées par des silicates-carbonates. Elle est associée au quartz, à la barytine, à la fluorine, à la rhodonite, à la sphalérite, à la galène, à la calcite, au groupe des apophyllites et au supergroupe des amphiboles. 
Sa localité type est la mine Benallt au Pays de Galles, au Royaume-Uni, et dans la mine Franklin, au New Jersey, aux États-Unis.  Elle est lamellaire, ce qui signifie qu'il a de minces cristaux en forme de lattes, et est prismatique, ce qui renvoie à la forme de ses cristaux en prismes minces. Elle émet une radioactivité à peine détectable, provenant du potassium.